# Луций Фурий (претор 318 года до н. э.)
Луций Фурий (лат. Lucius Furius; IV век до н. э.) — римский политический деятель из патрицианского рода Фуриев, претор 318 года до н. э. По данным Тита Ливия, находясь на этой должности, Луций издал законы для жителей Кампании, благодаря чему в Капуе появились свои префекты. Больше о нём ничего не известно.